# اتفاقية جنيف لتحسين حالة الجرحى والمرضى من الجيوش في الميدان (1929)
اعتمدت اتفاقية جنيف لتحسين حالة الجرحى والمرضى من الجيوش في الميدان ، التي تتألف من 39 مقالاً باللغة الفرنسية، في 27 تموز/يوليه 1929، في نهاية مؤتمر جنيف الدبلوماسي لعام 1929، الذي انعقد في الفترة من 27 تموز/يوليو إلى 1 آب/أغسطس من ذلك العام.
وكانت الاتفاقية الثالثة لمعالجة قضايا المقاتلين الجرحى والمرضى وسبقتها اتفاقيات جنيف لعام 1864 و1906 . تم استبدال اتفاقية عام 1929 في 12 أغسطس 1949 باتفاقية جنيف الأولى .
كانت هناك ثلاثة تغييرات في اتفاقية عام 1929، لتغطية المجالات التي وجدت خلال الحرب العالمية الأولى لتكون ناقصة في اتفاقية عام 1906. وقد نُقلت الأحكام المتعلقة بإعادة السجناء المصابين بجروح خطيرة والمرضى بأمراض خطيرة إلى اتفاقية أسرى الحرب لعام 1929. أعطيت الطائرات التي تحلق في البعثات الطبية حماية مماثلة لتلك التي من سفن المستشفيات. بالإضافة إلى الصليب الأحمر تم التعرف على شعارات الهلال الأحمر والأسد الأحمر والشمس .